# Complesso nebuloso molecolare di Monoceros OB1
Il Complesso nebuloso molecolare di Monoceros OB1, noto anche come Complesso della Nebulosa Cono o con la sigla di catalogo Sh2-273, è una grande regione H II connessa ad una nube molecolare gigante, situata in direzione della costellazione dell'Unicorno; comprende diverse nebulose a riflessione e diverse regioni oscure, nonché la celebre Nebulosa Cono, situata in una posizione centrale rispetto alla nube. Dista circa 760 parsec (2480 anni luce) dal sistema solare, sul bordo esterno del Braccio di Orione.
La regione è ionizzata ed eccitata dalle stelle massicce dell'associazione OB Monoceros OB1, che coincide quasi interamente con l'ammasso aperto noto come NGC 2264 o Albero di Natale, a causa del suo aspetto; la stella dominante è S Monocerotis, una stella blu di sequenza principale, visibile anche ad occhio nudo e principale responsabile dell'illuminazione dei gas del complesso. In totale nella nube sono presenti 27 stelle di grande massa.
I fenomeni di formazione stellare sono attivi in particolare nel settore a nord della Nebulosa Cono, lo stesso occupato anche dai giovani ammassi IRS1 e IRS2, e generano soprattutto stelle di piccola e media massa; le giovani stelle con una massa inferiore alle 3 masse solari attorno all'associazione Mon OB1 sarebbero in totale oltre 1000, molte delle quali presentano delle emissioni nella banda dell'Hα. Al complesso è associata anche la celebre Nebulosa Variabile di Hubble, una nube di aspetto cometario generata dalla stella R Monocerotis, posta al suo interno.

## Osservazione

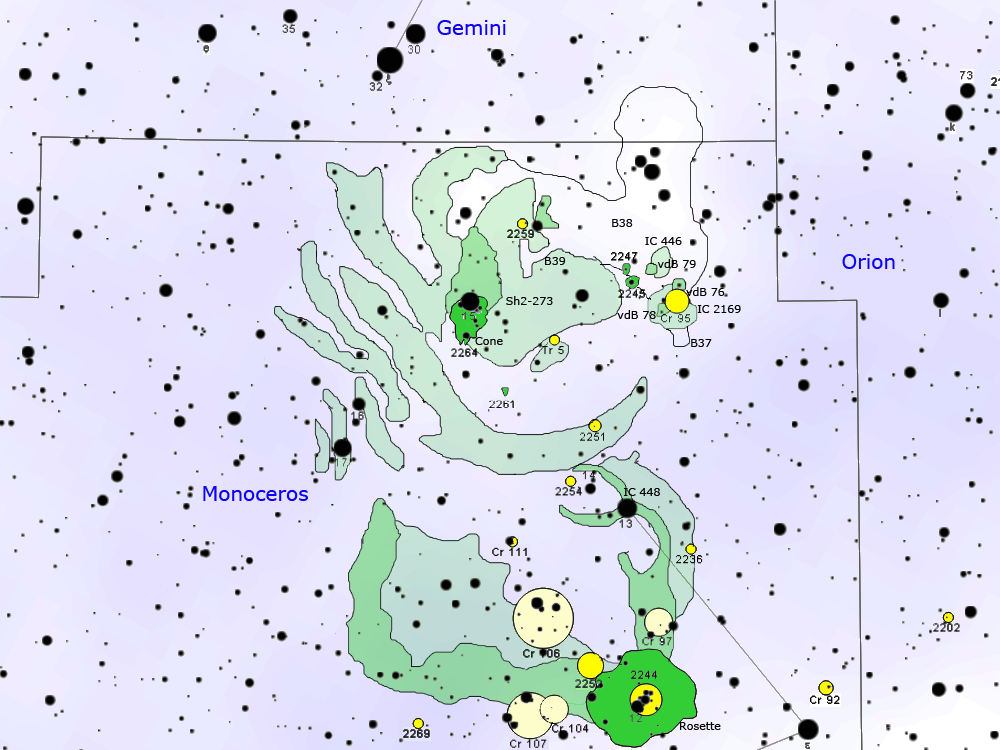
Mappa del Complesso di Monoceros OB1, con evidenziate tutte le strutture.

Il complesso nebuloso presenta alcune regioni di idrogeno ionizzato visibili anche con strumenti amatoriali, come un telescopio di media potenza; la sua posizione in cielo si individua con facilità, a sud della brillante stella Alhena (γ Geminorum) e in sovrapposizione alla stella S Monocerotis, una stella multipla con componenti molto massicce e visibile anche ad occhio nudo, essendo di quarta magnitudine apparente. Questa stella ricade in direzione della regione centrale, a pochi primi d'arco di distanza in direzione nord rispetto alla Nebulosa Cono, una famosa nebulosa, e all'ammasso aperto noto come Albero di Natale a causa della sua forma a triangolo che ricorda la chioma di un abete. La parte più brillante della regione è la stessa in cui si trova il pennacchio oscuro della Nebulosa Cono, che si sovrappone ad essa; il complesso nebuloso si estende poi in particolare verso nordovest, dove forma un'ampia nube visibile nelle foto astronomiche a lunga posa, e verso sud, dove si frammenta in un gran numero di grossi filamenti, probabilmente causati dall'esplosione di qualche supernova, che si estendono fin quasi a sovrapporsi alla linea di vista della Nebulosa Rosetta, in realtà ben più lontana e appartenente a un'altra regione galattica.
Il complesso giace sulla scia della Via Lattea, circa 2° a nord dell'equatore galattico, poco a nord del Triangolo Invernale, l'asterismo più brillante dei cieli dell'inverno boreale; trovandosi ad una declinazione di appena 10º, può essere osservata da tutte le regioni popolate della Terra. Dal polo nord si presenta circumpolare, mentre resta invisibile soltanto dalle regioni più interne del continente antartico; in aree come l'Africa subsahariana, l'India meridionale e l'Indocina si presenta allo zenit nelle sere dei mesi coincidenti con l'inverno boreale. Dalle regioni mediterranee e dall'America settentrionale è un oggetto tipico del cielo invernale e si mostra discretamente alto sull'orizzonte meridionale; al contrario, dall'emisfero australe è un oggetto visibile specialmente nelle sere estive, in direzione nord e leggermente più basso sull'orizzonte.

## Caratteristiche e struttura

Monoceros R1, nella parte occidentale del complesso, con le nebulose a riflessione connesse alle stelle più brillanti.

Il complesso è uno dei più studiati della volta celeste, sia a causa della sua relativa vicinanza, sia a causa della sua somiglianza col Complesso nebuloso molecolare di Orione: entrambe le regioni infatti sono ben osservabili senza l'anteposizione di banchi di polveri oscure che ne mascherano la vista, entrambe presentano una ricchissima e giovane popolazione stellare ed entrambe generano stelle di grande massa, sebbene nel complesso di Mon OB1 la formazione di tali stelle sia inferiore a quella della regione di Orione. Nel complesso sono contenute oltre mille componenti, raggruppate in giovani ammassi aperti e associazioni di stelle massicce, gruppi di stelle di piccola e media massa e un gran numero di stelle di pre-sequenza principale. La stella dominante è la S Monocerotis, una stella blu di sequenza principale di classe spettrale O7V, che possiede diverse stelle compagne di massa inferiore; la radiazione di questa e delle stelle vicine illumina e ionizza i gas della nube circostante, compresa quella davanti a cui si staglia la piramide oscura della Nebulosa Cono.
La regione centrale è costituita dalla nube ionizzata da S Monocerotis, la stessa Nebulosa Cono e le regioni a nord della stella; questa struttura da sola ha una massa pari a 52.000 M⊙. Attorno alla regione centrale si raggruppano una ventina di nubi molecolari relativamente dense, la cui massa è compresa fra 100 e 10.000 M⊙, associate all'associazione OB che domina la regione e a cui appartengono tutte le stelle massicce originatesi dai gas del complesso, l'associazione Monoceros OB1 (Mon OB1); in queste nubi molecolari ha luogo la formazione stellare, come è testimoniato dalla presenza di numerose protostelle situate in profondità nelle nubi stesse, come getti molecolari e altri oggetti. Le componenti più orientali dell'associazione Mon OB1 illuminano dei frammenti di gas che brillano per riflessione, emettendo a loro volta una luce bluastra, ricevuta dalle stelle vicine; fra queste vi sono NGC 2245 e NGC 2247, vdB 76, vdB 78 e vdB 79, tutte situate sul bordo occidentale del complesso, cui si aggiungono le maggiori nubi IC 446 e IC 2169, in associazione col gruppo di stelle Monoceros R1, legato a Mon OB1. La massa totale della regione nebulosa di Monoceros R1 è di circa 7.000 M⊙. Nella regione meridionale del complesso si estende un gran numero di archi nebulosi, posizionati in uno spazio fra il Braccio di Orione e quello di Perseo, dove si trova la Nebulosa Rosetta; molte di queste strutture ad arco si posizionano ad oriente della nube centrale, costituendo alcune piccole regioni di formazione stellare con una massa complessiva di circa 21.000 M⊙.
Le stime sulla distanza del complesso sono facilitate dall'assenza di materia interstellare oscurante, mentre d'altra parte sono state complicate dalla scarsa conoscenza della profondità dell'ammasso stellare; nel corso dei decenni sono state proposte varie stime anche piuttosto diverse fra loro, sebbene tutti abbiano riconosciuto una distanza inferiore ai 1200 parsec. Negli anni cinquanta sono state avanzate stime di 700 e 1200 parsec; per avere una stima più precisa si è però dovuto attendere l'evoluzione della fotografia digitale, utilizzata per compiere studi fotometrici sulle stelle della regione ottenendo così una distanza di circa 760 parsec, utilizzando come riferimento 13 stelle di classe B appartenenti all'associazione Mon OB1. Assumendo una simile distanza, il diametro lineare del complesso nebuloso è di circa 28 parsec.

## Fenomeni di formazione stellare

Il getto gigante HH 576/HH 577, posto nella parte settentrionale del complesso nebuloso; gli oggetti come questo indicano che la formazione stellare è tuttora attiva o lo è stata in epoche molto recenti.

Il complesso nebuloso è stato studiato sia nella lunghezza d'onda della luce visibile, sia ad altre lunghezze, come l'infrarosso e i raggi X, allo scopo di individuare oggetti stellari di recente formazione e tracciare così una mappa dei fenomeni di formazione stellare all'interno della regione. Fra gli oggetti che testimoniano fenomeni di formazione recenti vi sono gli oggetti HH, ossia dei getti di gas espulsi dai poli di stelle giovani che collidono con regioni più dense di gas e polveri interstellari; a questi si aggiungono numerose protostelle profondamente immerse nelle nubi, spesso raggruppate in giovanissimi ammassi aperti. Le aree in cui la formazione stellare pare essere più attiva sono gli ammassi IRS1, situato a pochi primi d'arco dalla punta della Nebulosa Cono, e IRS2, posto poco più a nord del precedente; entrambi si trovano in coincidenza con la parte più densa dell'associazione Mon OB1, poco a sud di S Monocerotis. Altri fenomeni sono attivi più a nord, lungo l'estensione della nebulosa, in coincidenza con alcuni getti molecolari di grandi dimensioni. Tali fenomeni potrebbero essere stati innescati dall'esplosione di alcune supernovae, oppure dall'espansione di alcune superbolle causate dal vento stellare di alcune stelle massicce; questi eventi sarebbero anche all'origine del gran numero di filamenti nebulosi osservabili a sudest e a sud del complesso e che sarebbero posti in una zona intermedia fra quest'ultimo e il retrostante Braccio di Perseo.
Il complesso ospita una ventina di oggetti HH noti, situati in gran parte nella regione a nord della Nebulosa Cono e del centro geometrico dell'associazione Mon OB1. Fra i getti più notevoli vi è HH 124, posto a nord della brillante sorgente IRAS 06382+1017, situata a sua volta all'interno di una densa regione dall'aspetto cometario catalogata come BRC 25; HH 124 possiede almeno 6 addensamenti di gas, con velocità in direzioni opposte a seconda che si trovino sul lato orientale o occidentale del getto (affetti da redshift quelli orientali e da blueshift quelli occidentali). Il getto molecolare orientato sull'asse di HH 124 non possiede una sorgente identificabile. In associazione a questo getto vi è HH 125, composto da 16 addensamenti e probabilmente eccitato dalla sorgente infrarossa IRAS 06382+0945; i due oggetti, assieme agli adiacenti HH 225 e HH 226, sarebbero in realtà parte di un unico getto gigante che si origina dall'ammasso IRS2.
Nella parte settentrionale del complesso si estendono altri due getti di grandi dimensioni, catalogati come HH 572 e HH 575, più una quindicina di altri getti minori delle dimensioni di circa 1 parsec; HH 572, assieme a HH 571, formano un unico getto bipolare delle dimensioni di 5,2 parsec, originati probabilmente dalla sorgente IRAS 06382+1017, uno degli oggetti stellari giovani appartenenti all'ammasso IRS2. Un altro grande getto bipolare visibile nella regione è quello formato da HH 576 e HH 577, posto sul bordo di una regione oscura che delimita la regione H II e visibile a più lunghezze d'onda, come a quella del CO; nei dintorni sono presenti anche altri getti minori, sebbene non siano rilevabili al CO, indicando che non possiedono emissioni di questo composto.
Agli infrarossi, l'oggetto più notevole è l'ammasso IRS1, identificato negli anni settanta; contiene una giovanissima stella di media massa (5–10 M⊙), da cui deriva la gran parte della radiazione, più alcune altre sorgenti minori visibili soprattutto nel lontano infrarosso, coincidenti con altrettante stelle giovanissime, costituenti un ammasso aperto in formazione la cui luminosità totale si aggira sulle 3,8x103 L⊙. IRS2 invece contiene una stella binaria in cui entrambe le componenti mostrano uno spettro simile a quello delle stelle FU Orionis, associate ad una piccola nebulosa a riflessione a forma di arco; a queste si aggiungono altre 32 stelle di cui è stata calcolata la magnitudine.
Altri fenomeni di formazione stellare interessano le regioni occidentali, a ridosso di Mon R1; questo settore è ricco di nebulose non illuminate molto dense, su cui spiccano le due grandi nebulose a riflessione IC 446 e IC 2169. La prima in particolare contiene un denso globulo di Bok, mentre la principale responsabile dell'illuminazione dei gas di questa nube è la variabile VY Monocerotis, una stella di pre-sequenza principale, identificata come una stella Be di Herbig.

### Ai raggi X

La regione di IRS1 e IRS2; in basso vi è la punta della Nebulosa Cono, mentre le stelle blu appartengono a Mon OB1.

Gli studi ai raggi X della regione hanno interessato l'intero complesso, le componenti dell'associazione Mon OB1 e, in dettaglio, i due ammassi IRS1 e IRS2; i primi studi si sono concentrati sulla regione attorno a S Monocerotis, individuando così una settantina di sorgenti ben avvolte nei gas della nube. Solo nel 2000 gli studi hanno riguardato estensivamente il complesso nebuloso, grazie anche all'aumento della risoluzione degli strumenti; in quell'anno sono state identificate 169 sorgenti in una regione posta attorno alla Nebulosa Cono, delle quali 133 sono visibili anche otticamente, 30 sono individuabili anche ad altre lunghezze d'onda e solo 6 non mostrano emissioni al di fuori di quelle a raggi X. Questi rilevamenti consentirono di avere un campione rappresentativo di tutta la popolazione stellare in fase di pre-sequenza principale all'interno della nube.
Tramite l'elevata risoluzione raggiungibile col Telescopio Chandra è stato possibile mappare interamente e dettagliatamente l'intero complesso a raggi X, sfruttando anche la grande riduzione del numero di errori, dal momento che l'alta risoluzione permette di identificare senza ambiguità le controparti ottiche e nel vicino infrarosso delle sorgenti di raggi X, anche nelle regioni più dense degli ammassi stellari. Sono stati analizzati in dettaglio gli ammassi IRS1 e IRS2 per individuare e catalogare le emissioni provenienti dalle protostelle immerse nelle regioni più profonde della nube, individuando oltre 300 sorgenti con e senza controparti nella banda del visibile o dell'infrarosso, fra le quali 263 sono molto probabilmente dei membri effettivi degli ammassi, mentre le rimanenti sono estranee o frutto di un errore di misurazione; di queste 213 sono osservabili anche otticamente o nell'infrarosso.
Gran parte delle sorgenti di raggi X individuate nella regione sarebbero delle protostelle di Classe I, ossia oggetti molto giovani circondati da un disco di accrescimento; le indagini più dettagliate hanno evidenziato una forte irregolarità nella radiazione di alcune delle sorgenti, probabilmente dovuta alla presenza di un disco di accrescimento e all'alterazione dei livelli magnetici a causa del processo di accrezione.

## Componenti stellari
Gran parte delle componenti stellari del complesso nebuloso si concentrano nella regione a nord della Nebulosa Cono, disposte attorno alla stella S Monocerotis; le stelle di piccola e media massa, diverse centinaia, costituiscono gran parte della popolazione stellare del complesso nebuloso moelcolare.

### L'associazione Monoceros OB1

Il nucleo dell'associazione Monoceros OB1; la stella brillante è S Monocerotis.

Le stelle più massicce nate all'interno di una stessa regione di formazione stellare sono raggruppate in grandi associazioni, chiamate associazioni OB; un'associazione OB è un'associazione stellare di recente formazione contenente decine di stelle massicce di classe spettrale O e B, ossia blu e molto calde; si formano assieme nelle nubi molecolari giganti, il cui gas residuo, una volta che le stelle sono formate, viene spazzato via dal forte vento stellare. Entro pochi milioni di anni, gran parte delle stelle più luminose dell'associazione esplodono come supernovae, mentre le stelle più piccole sopravvivono per molto più tempo, avendo una massa inferiore. Si crede che la gran parte delle stelle della nostra Galassia siano in origine appartenute ad associazioni OB. Paradossalmente, si possono conoscere più facilmente le associazioni OB di altre galassie piuttosto che della nostra, a causa della presenza delle nubi oscure che mascherano la gran parte degli oggetti interni alla Via Lattea.
L'associazione Monoceros OB1 coincide fondamentalmente con l'ammasso NGC 2264, ben noto anche col nome proprio Albero di Natale a causa del suo aspetto se osservato dall'emisfero australe; è dominata da S Monocerotis, una stella di grande massa di classe O7V con forti linee di emissione, posta nella parte centro-settentrionale dell'associazione stessa e responsabile dell'illuminazione dei gas attorno alla Nebulosa Cono.  S Mon è un sistema stellare multiplo composto da una stella primaria con una massa pari a 35 M⊙, mentre la componente secondaria ha massa pari a 24 M⊙; le due componenti sono separate da 27 UA e una rivoluzione viene completata in circa 24 anni. A S Mon si aggiungono 27 stelle di classe B, fra le quali 3-4 giganti blu e diverse stelle azzurre di sequenza principale tutte comprese fra la settima e la decima magnitudine, cui si aggiunge una gigante di classe A nota come HD 45827, di sesta magnitudine; gran parte di queste stelle si concentrano attorno all'area di S Mon, oppure in piccoli aggregati posti a sudovest rispetto a questa e circondati da una nebulosità meno densa al centro, similmente a quanto si osserva nella Nebulosa Rosetta, in quanto nelle aree centrali il gas è stato espulso dal vento stellare delle stesse stelle centrali. Sei delle stelle centrali dell'associazione OB sono binarie o multiple, compresa la stessa S Mon, mentre HD 47755, di classe B5V, è una variabile a eclisse catalogata anche come V641 Mon. S Mon illumina anche una celebre formazione nebulosa dall'aspetto sfilacciato visibile pochissimi primi d'arco a nordovest del centro dell'associazione, formazione nota come Fox Fur Nebula (Nebulosa Pelliccia di Volpe).
Fra le stelle del settore sudoccidentale, circondate dalle nebulose ad emissione e a riflessione dal marcato colore azzurro, è inclusa la ben nota e studiata W90 (nota anche come LHα 25); si tratta di una stella Ae/Be di Herbig di classe B8e, con forti emissioni nell'Hα, circondata da uno spesso disco di polveri che assorbe gran parte della sua radiazione, causandone anche un eccesso di radiazione infrarossa di ben 3 magnitudini, segno evidente del suo oscuramento. Fra le altre componenti della regione vi sono alcune stelle Be con deboli variazioni di luminosità; delle stelle di classe O e B visibili in questa direzione, le uniche due a non appartenere fisicamente all'associazione sono HD 262042, probabilmente una stella posta al di là del complesso, e HD 47469, posta al contrario circa 200 parsec di fronte all'associazione. A queste si aggiungono quattro giganti arancioni, la cui velocità radiale le colloca al di là dell'associazione, a una distanza maggiore; la gigante gialla W73, al contrario, mostra una velocità radiale paragonabile a quella di Mon OB1.

### Stelle di piccola e media massa

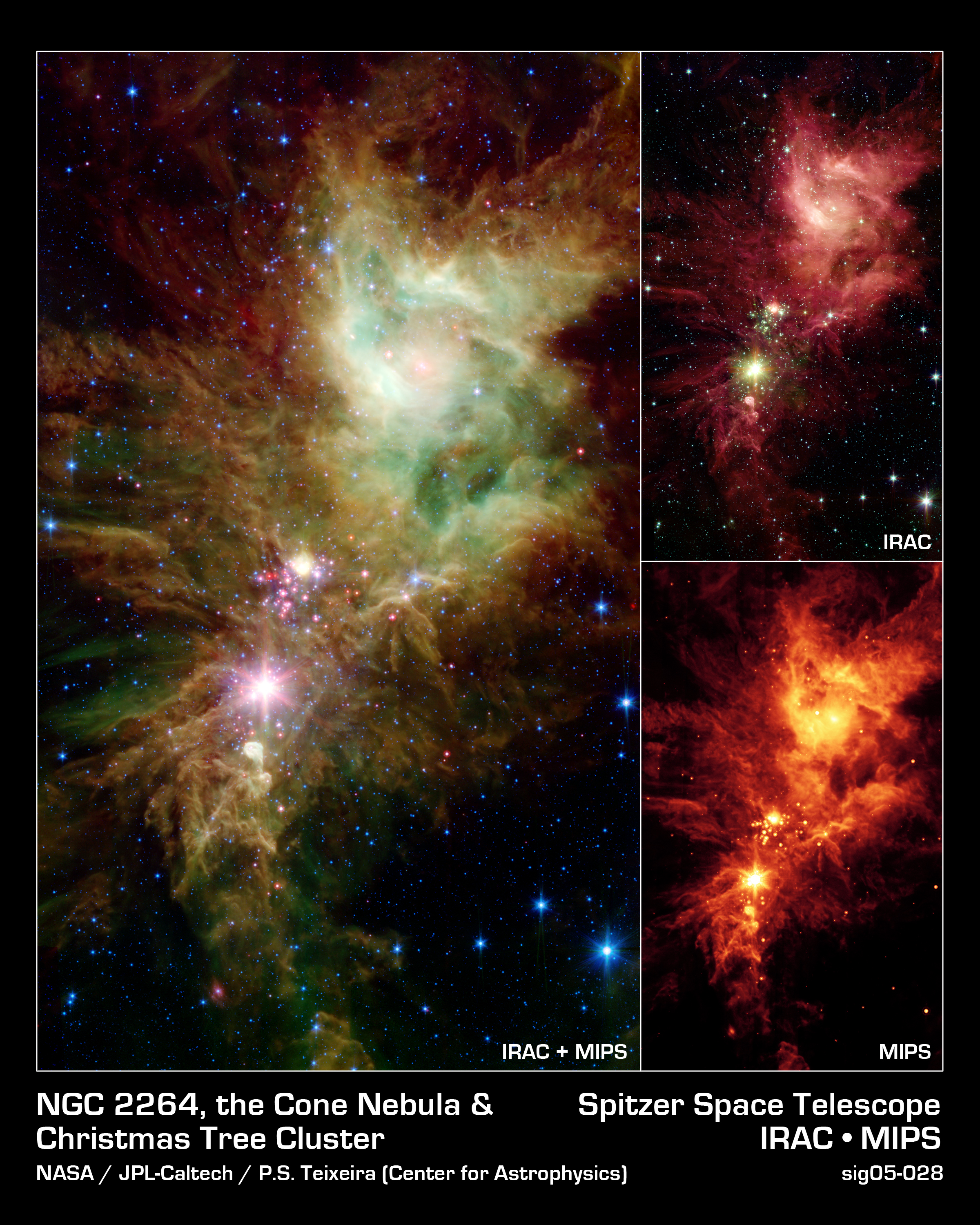
Immagine della Nebulosa Cono e di Monoceros OB1 agli infrarossi ripresa dal Telescopio Spaziale Spitzer.

Le popolazioni stellari di piccola e media massa, ossia con una massa uguale o inferiore a 3 M⊙, possono essere individuate tramite dei monitoraggi nella banda di emissione dell'Hα e dei raggi X; le stelle di pre-sequenza principale identificate nella banda dell'Hα e dei raggi X mostrano in genere un disco protoplanetario, nelle cui regioni più interne, a contatto con la fotosfera, avvengono dei processi di accrescimento tramite l'incanalazione dei gas lungo le linee del campo magnetico stellare.
All'interno dell'ammasso NGC 2264 sono state individuate 83 stelle di pre-sequenza principale di media massa e una trentina di possibili membri; fra le 83 stelle di cui è certa l'appartenenza fisica alla regione, 61 sono stelle T Tauri classiche (CTTS) e 12 sono stelle T tauri con deboli linee di emissione (WTTS). Nell'intera regione nebulosa, comprese le regioni semiperiferiche ed esterne, sono invece note in totale 357 stelle con emissioni Hα, molte delle quali scoperte solo nel 2004, anche a causa della loro bassa emissione; la gran parte di queste stelle si concentra nelle regioni più interne del complesso, mentre nelle regioni periferiche si estende un alone di stelle disperse, non associate direttamente al nucleo della regione. Queste stelle periferiche sarebbero nate durante una prima generazione di formazione stellare e in seguito si sarebbero lentamente allontanate dalla zona centrale; quest'ipotesi è suffragata anche dal fatto che le stelle dell'alone mostrano un'età più avanzata rispetto a quelle situate nelle regioni più interne. Estendendo gli studi anche alle stelle dalle emissioni più deboli fino a una lunghezza di 2 Å, nella sola regione compresa fra S Mon e la Nebulosa Cono sono note oltre 600 stelle di piccola e media massa con emissioni Hα, con una massa minima di 0,2 M⊙ e una massima di 2 M⊙; considerando anche le stelle scoperte tramite gli studi ai raggi X, il numero totale di componenti dell'ammasso è di oltre 1000 componenti.
Al complesso è legata anche una celebre nebulosa dall'aspetto cometario e dalla luminosità variabile: si tratta di NGC 2261, la Nebulosa Variabile di Hubble. La stella centrale della nebulosa è catalogata come R Monocerotis ed è un sistema stellare formato da due componenti, la più luminosa delle quali è circa 10 volte più massiccia del Sole; tuttavia la loro luce non è osservabile nella banda della luce visibile, ma solo negli infrarossi, a causa della densa nebulosità. Probabilmente il sistema è composto da due stelle T Tauri, oppure Ae di Herbig, formatesi circa 300.000 anni fa; il sistema mostra una variazione della luminosità compresa fra le magnitudini 9,5 e 13, variazione che però non si ripercuote sulla nebulosa, sebbene vari anch'essa in luminosità; la causa della variazione è la sovrapposizione periodica di getti di materiale oscuro, che mascherano la nube luminosa.
Attraverso l'analisi di questi numeri è evidente che i fenomeni di formazione stellare all'interno del complesso hanno interessato in modo pressoché totale la nascita di stelle di piccola e media massa, a fronte di sole 27 stelle di grande massa; in ciò differisce da alcuni complessi relativamente vicini ad essa, come quello di Orione, che ha generato anche un gran numero di stelle di grande massa, rintracciabili nei quattro grandi raggruppamenti dell'associazione Orion OB1. Tramite lo studio di alcune sorgenti di raggi X coincidenti con altrettante stelle profondamente immerse nei banchi nebulosi, si evince che i fenomeni di formazione stellare di stelle di piccola massa sono ancora in atto; il complesso infatti ospita al suo interno delle protostelle di Classe I, con una massa compresa fra 0,3 e 1,3 M⊙.

## Ambiente circostante

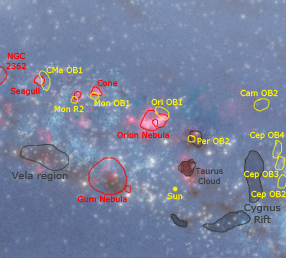
Mappa della regione galattica fra il Sole (in basso a destra rispetto al centro) e il complesso di Monoceros OB1 (in alto a sinistra rispetto al centro).

Il complesso di Monoceros OB1 si trova all'interno del Braccio di Orione alla distanza di 760 parsec, in una regione del braccio relativamente periferica situata a circa 700 parsec di distanza dal bordo più interno del Braccio di Perseo, su cui giace la Nebulosa Rosetta e l'associazione Monoceros OB2, ad essa connesso. L'ambiente galattico compreso fra il complesso di Mon OB1 e Mon OB2 coincide con lo spazio inter-braccio, una regione povera di gas interstellare e dunque anche di fenomeni di formazione stellare, da cui deriva l'assenza di stelle di grande massa e la bassa luminosità di tutti gli spazi inter-braccio in generale, che contengono in prevalenza stelle di piccola massa; in questa regione specifica sono osservabili tuttavia alcuni archi gassosi, probabilmente dei resti di supernova o forse delle superbolle causate dal vento stellare di alcune stelle massicce, o una combinazione delle due. Non è ben chiaro se questi archi appartengano tuttavia veramente alla zona inter-braccio o si tratti di strutture del Braccio di Perseo o poste sul bordo del Braccio di Orione.
L'ambiente ultraperiferico ed esterno al complesso contiene alcuni ammassi aperti che si osservano in direzione della Nebulosa Rosetta, ma che sono invece in primo piano rispetto ad essa; fra questi ammassi vi è Cr 106, NGC 2252 e, più in disparte, Cr 96; si tratta in certi casi di ammassi relativamente giovani. A questi si aggiunge NGC 2112, il quale fisicamente si trova nella stessa regione galattica, ma la sua elevata latitudine galattica lo fa apparire in una regione di cielo diversa, in direzione della parte settentrionale dell'Anello di Barnard; quest'anello di gas non è dunque legato all'ammasso, in quanto l'anello si trova molto più vicino al Sole ed è originato dal vento stellare delle stelle massicce dell'associazione Orion OB1.
A circa 400 parsec in direzione del Sole, ad una diversa latitudine galattica, si trova la regione nebulosa di Orione, dominata dai due complessi nebulosi di Orion A e Orion B e dalla Nebulosa di Orione, in cui è compresa anche la Regione di Lambda Orionis e alcune delle regioni periferiche del complesso, come filamenti di gas e piccole regioni in cui è attiva la formazione stellare. In direzione sud invece si trova il complesso della regione di Monoceros R2, un grande agglomerato di gas e polveri oscure parzialmente illuminate da alcune stelle massicce, costituenti l'associazione OB Mon R2; questa regione, che conta anche alcuni piccoli ammassi e qualche stella di grande massa, come HD 51150, ospita dei fenomeni di formazione stellare; la distanza fra Mon R2 e il complesso di Mon OB1 è di appena 100-150 parsecolo A circa 250 parsec invece si trova la celebre nebulosa Simeis 147, un antico resto di supernova costituito da dei debolissimi filamenti intrecciati fra loro.
A circa 500 parsec di distanza da Mon OB1 giace l'associazione Canis Major OB1, legata alla regione nebulosa della Nebulosa Gabbiano e alle nebulose a riflessione ad essa associate, come vdB 88 e vdB 90; la Nebulosa Gabbiano è una grande regione H II in cui hanno luogo fenomeni di formazione stellare.

## Bibliografia

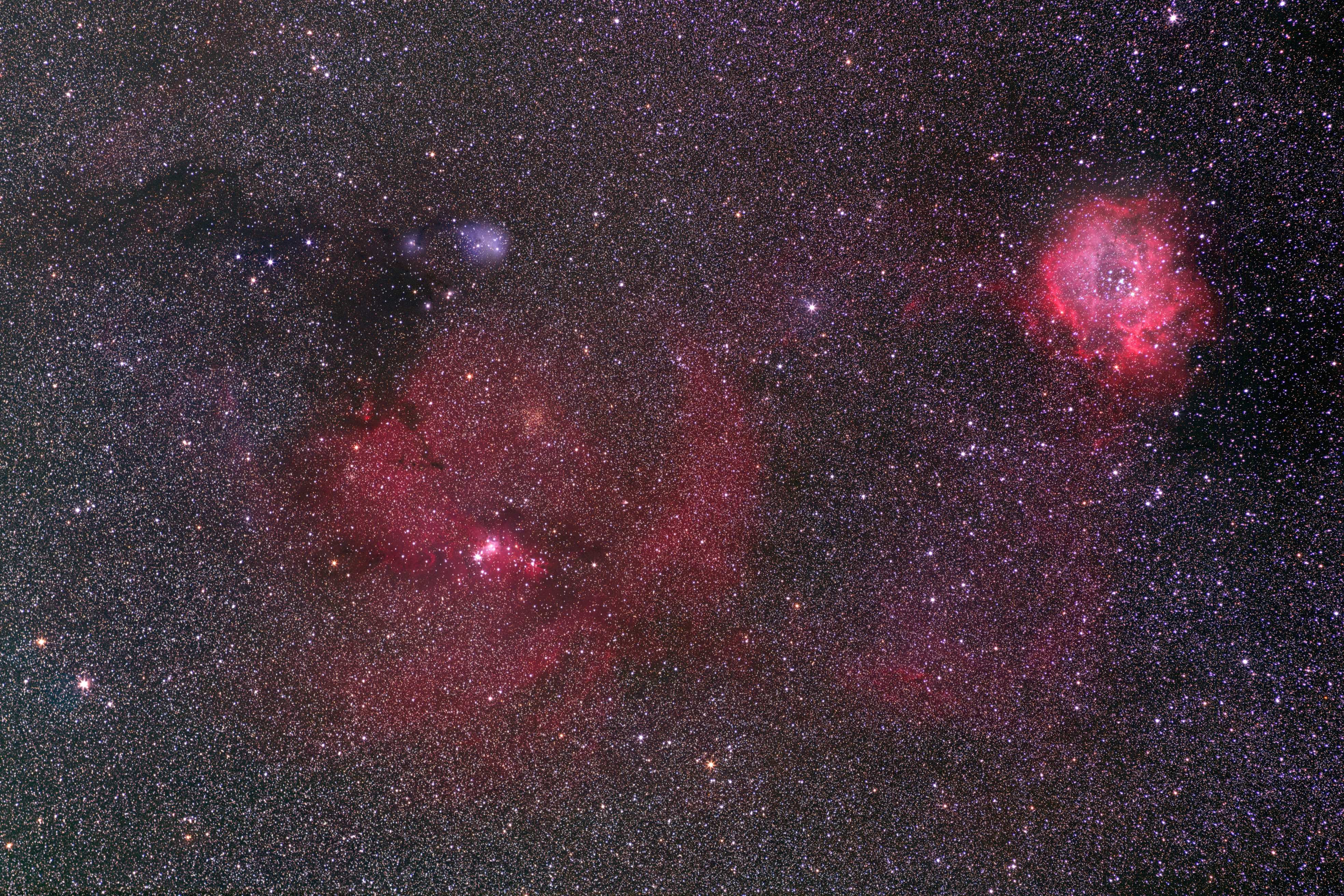
Un'immagine a largo campo del complesso nebuloso molecolare di Monoceros OB1. Risulta facilmente riconoscibile anche la Nebulosa Rosetta.

### Testi generali
- (EN) Stephen James O'Meara, Deep Sky Companions: Hidden Treasures, Cambridge University Press, 2007, ISBN 0-521-83704-9.
- (EN) Robert Burnham, Jr, Burnham's Celestial Handbook: Volume Two, New York, Dover Publications, Inc., 1978.
- (EN) Thomas T. Arny, Explorations:  An Introduction to Astronomy, 3 updatedª ed., Boston, McGraw-Hill, 2007, ISBN 0-07-321369-1.
- AA.VV, L'Universo - Grande enciclopedia dell'astronomia, Novara, De Agostini, 2002.
- J. Gribbin, Enciclopedia di astronomia e cosmologia, Milano, Garzanti, 2005, ISBN 88-11-50517-8.
- W. Owen, et al, Atlante illustrato dell'Universo, Milano, Il Viaggiatore, 2006, ISBN 88-365-3679-4.

### Testi specifici

#### Sull'evoluzione stellare
- (EN) C. J. Lada, N. D. Kylafits, The Origin of Stars and Planetary Systems, Kluwer Academic Publishers, 1999, ISBN 0-7923-5909-7.
- A. De Blasi, Le stelle: nascita, evoluzione e morte, Bologna, CLUEB, 2002, ISBN 88-491-1832-5.
- C. Abbondi, Universo in evoluzione dalla nascita alla morte delle stelle, Sandit, 2007, ISBN 88-89150-32-7.

#### Sul Complesso di Monoceros OB1
- S. E. Dahm, The Young Cluster and Star Forming Region NGC 2264, in Handbook of Star Forming Regions, Volume I: The Northern Sky ASP Monograph Publications, vol. 4, dicembre 2008,  p. 966, ISBN 978-1-58381-670-7.

### Carte celesti
- Toshimi Taki, Taki's 8.5 Magnitude Star Atlas, su geocities.jp, 2005. URL consultato il 7 novembre 2010 (archiviato dall'url originale il 5 novembre 2018). - Atlante celeste liberamente scaricabile in formato PDF.
- Tirion, Rappaport, Lovi, Uranometria 2000.0 - Volume I - The Northern Hemisphere to -6°, Richmond, Virginia, USA, Willmann-Bell, inc., 1987, ISBN 0-943396-14-X.
- Tirion, Sinnott, Sky Atlas 2000.0, 2ª ed., Cambridge, USA, Cambridge University Press, 1998, ISBN 0-933346-90-5.
- Tirion, The Cambridge Star Atlas 2000.0, 3ª ed., Cambridge, USA, Cambridge University Press, 2001, ISBN 0-521-80084-6.